# Mario Gigante
Mario "la Sombra" Gigante (4 de noviembre de 1923 - 10 de marzo de 2022) fue un mafioso estadounidense de Nueva York que ejerció como caporegime de la familia criminal Genovese. Era el hermano mayor del jefe de la familia Vincent "The Chin" Gigante.

## Biografía
Gigante nació en Greenwich Village, Manhattan, hijo de Salvatore Esposito Vulgo Gigante (26 de abril de 1900 - abril de 1979), grabador de joyas, y Yolonda Santasilia-Gigante (1902 - 10 de mayo de 1997), costurera y sobrina materna de Dolores Santasilia. Sus padres y su tía eran inmigrantes de primera generación procedentes de Nápoles, Italia, y nunca aprendieron el idioma inglés. Vincent y su extensa familia se establecieron en la ciudad de Nueva York y en el condado de Westchester, incluyendo Connecticut y Massachusetts. Tuvo cuatro hermanos, Vincent, Pasquale A. Gigante (18 de octubre de 1921 - 7 de enero de 1983) y Ralph Gigante (14 de marzo de 1930 - 1994), que siguió a su hermano Vincent en la vida del crimen organizado. Su último hermano Louis Gigante se ordenó sacerdote católico en la iglesia de San Atanasio de South Bronx y fue concejal de la ciudad. Gigante tuvo dos hijos Salvatore y Louis. Su hijo Salvatore le seguiría en la vida del crimen organizado.

## Carrera criminal
Mario comenzó su vida criminal como "made man", o miembro de pleno derecho de la familia, en la Greenwich Village crew del caporegime Vito Genovese. En aquella época, su hermano Vincent era el chófer de Genovese. Durante la lucha de poder entre Genovese y el entonces jefe Frank Costello, se dice que los hermanos Gigante participaron en varios golpes importantes para Genovese. El 12 de agosto de 1957, el día después del intento de asesinato de Costello, los detectives del Departamento de Policía de Nueva York (NYPD) vigilaban la casa de Vincent en Greenwich Village. Cuando Mario llegó, los detectives le sacaron del coche y uno intentó registrarle. Mario propinó un puñetazo al detective y fue detenido por agresión. En el tribunal, se redujeron los cargos y Mario pagó una multa de 25 dólares.
En la década de 1970, tanto Mario como Vincent eran capos de sus propias bandas.  Ninguno de los dos había pasado mucho tiempo en prisión, ya que mantenían un perfil bajo. A principios de los 80, Vincent se convirtió en el jefe de la familia Genovese.  Mario se convirtió en uno de los miembros de la familia que más dinero ganaba, implicado en apuestas ilegales, préstamos ilegales y otros chanchullos. El 25 de enero de 1975, Mario fue acusado de juego ilegal.
El 16 de junio de 1983, Mario fue condenado por usura y recibió una sentencia de ocho años de prisión. Sin embargo, el exsenador neoyorquino Alfonse D'Amato supuestamente presionó al fiscal general de EE. UU. Rudolph Giuliani para reducir la sentencia de Mario. En 1989, la sentencia de Mario fue reducida a seis años de prisión. El traidor de la mafia Vincent "Fish" Cafaro afirmó más tarde que se había puesto en contacto con agente de poder y el abogado Roy Cohn para sobornar a un juez para que redujera la sentencia de Mario. Cafaro dijo que entregó un "soborno" de 175.000 dólares a Cohn en tres plazos, dejando los últimos 50.000 dólares al socio de Cohn, Thomas Bolan. Estas acusaciones fueron investigadas, pero nunca se presentaron cargos.
En junio de 1996, Gigante fue acusado, junto con su hijo Salvatore y otras cinco personas, de utilizar amenazas y violencia para impedir que competidores potenciales entraran en el negocio de la recogida de basuras en los condados de Westchester, Orange, Rockland, Ulster y Dutchess en Nueva York, el suroeste de Connecticut y Mahwah y Edison en Nueva Jersey. Después de que Vincent fuera enviado a prisión en el verano de 1997, la familia cambió a un sistema de toma de decisiones colectivo. El 1 de octubre de 1997, Mario y otros mafiosos Genovese se declararon culpables de cargos de crimen organizado relacionados con el sector del transporte de basura en los condados de Westchester, Rockland y Orange, en Nueva York. Según los fiscales, la familia Genovese mantenía un sistema de "derechos de propiedad" en el que tomaban el control de las empresas de transporte locales e insistían en que cada empresa tenía un "derecho permanente" sobre cada cliente. En una ocasión, Mario hizo valer esos derechos ordenando golpear con un bate de béisbol a un transportista que no cooperaba.
Mario salió de prisión en junio de 2001 tras cumplir cinco años de condena por extorsión y chantaje en el sector del transporte de residuos sólidos.
En 2005 murió su hermano Vincent. Gigante murió el 10 de marzo de 2022, a la edad de 98 años.

## Lectura adicional
- Jacobs, James B., Coleen Friel y Robert Radick. Gotham Unbound: Cómo se liberó la ciudad de Nueva York de las garras del crimen organizado. Nueva York: NYU Press, 2001. ISBN 0-8147-4247-5
- Raab, Selwyn. Cinco familias: The Rise, Decline, and Resurgence of America's Most Powerful Mafia Empires. Martin Press, 2005: St. Martin Press, 2005. ISBN 0-312-30094-8